# بخش تن-گوبویله
بخش تن-گوبویله (به فرانسوی: Arrondissement de Thann-Guebwiller) یک بخش در فرانسه است که در او-رن واقع شده‌است.